# Chesley Sullenberger
Chesley Burnett "Sully" Sullenberger III (n. 23 ianuarie 1951, Denison⁠(d), Texas, SUA) este un fost aviator american, căpitan de aeronave, celebru pentru că la data de 15 ianuarie 2009, la numai trei minute de la decolarea zborului 1549 al US Airways, după ciocnirea cu un stol de gâște canadiene (Branta canadensis) a aeronavei Airbus 320, aflată la altitudinea de circa 850 de metri, în plin zbor ascedent, a reușit să aterizeze forțat pe apele râului Hudson, salvând toți cei 155 de oameni aflați la bord (150 de pasageri și cinci membri ai echipajului), în ciuda blocării totale a ambelor motoare.

## Viață timpurie
Chesley Sullenberg III, s-a născut la 1951, în Denison, statul american Texas.  Este fiul unor descendenți de origine elvețiano-germană, din partea tatălui și britanică, din partea mamei.

## Zborul 1549 al companiei US Airways
În 15 ianuarie 2009, piloții companiei US Airways, căpitanul Chesley "Sully" Sullenberger și primul său  ofițer, Jeff Skiles, aflați la bordul Zborului 1549, zburau cu o aeronavă Airbus A320 de la aeroportul new yorkez LaGuardia Airport la aeroportul en  Charlotte Douglas International Airport, aflat în apropiere de orașul Charlotte, în comitatul Mecklenburg, din statul  Carolina de Nord.

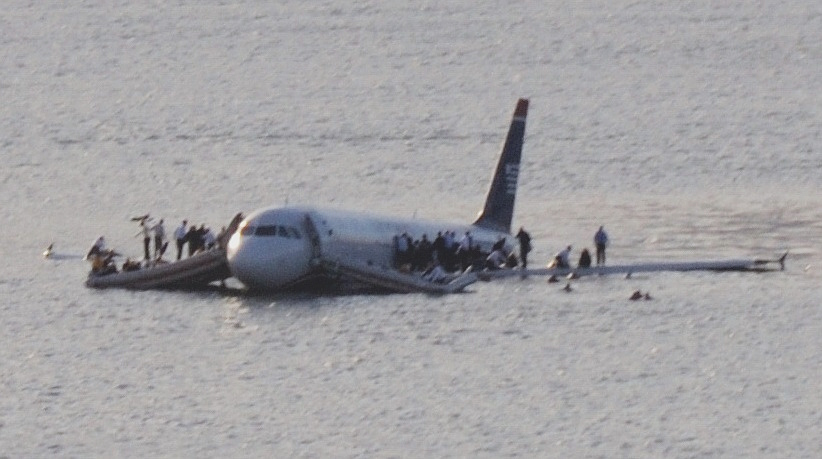
Imagine mult mărită a aeronavei Airbus 320, zbor al US Airways, după aterizarea forțată pe apele fluviului Hudson.